# スズキ・GSX400インパルス
GSX400 IMPULSE（ジーエスエックスよんひゃくインパルス）は、かつてスズキが製造販売していたオートバイである。日本の道路交通法では普通自動二輪車に分類される。

## 概要
車種名にあるImpulseは英語で「衝撃」という意味。車体種別はネイキッドにあたるが、初代から2代目まではまだネイキッドという概念がなかった時期である。
初代インパルスはGSX400Fから派生した特別仕様車として発売された。短期間で販売終了したが、ヨシムラと共同開発した集合マフラーの採用やシングルシート風にデザインされたシート形状などにより話題性は大きかった。2代目インパルスはハンス・ムートによりデザインされていたが、当時はまだネイキッドブーム前夜であったことなどもあって販売は振るわず、初代と同様に販売期間は短かった。3代目以降は、初代の外観を範としながらも正統的ネイキッドとしてそつがなく使い勝手をも考慮したつくりなどからそれなりの人気を獲得し、スズキの中排気量ネイキッドの定番的車種として定着していたが、自動車排出ガス規制の基準が強化された2008年に生産終了した。

## モデル一覧

### GSX400FSインパルス
1982年に発売され、後に続くシリーズの初代モデルとなった。当時の販売価格は49万3千円で、先に発売されたGSX400F（1981年登場、43万円）ならびにGSX400FII（1982年登場、44万8千円）の特別仕様として登場し、これらと同じエンジンが搭載されたが、TSCC (Twin Swarl Combustion Chamber) と呼ばれる燃焼室形状が改良された。また、ヨシムラと共同開発した4-in-1式の集合マフラーが採用されるなどの変更も合わせて、GSX400FIIより3ps高い、最高出力48psを発揮した。ヨシムラと共同開発したマフラーは、エキゾーストパイプとサイレンサーはブラッククロームで仕上げられ、サイレンサーには「Impulse」のエンブレムが取り付けられている。車体もアルミニウム合金製スイングアームやリモート式減衰力調整機構付きリアショックアブソーバーが採用されるなど、基となったGSX400FIIとの差別化がはかられていた。一方で、GSX400F/FIIではトリプル・ディスク・ブレーキ装備だったのに対して、GSX400FSインパルスのリア・ブレーキはドラム・ブレーキとされていた。翌1983年に角パイプ製フレームに水冷エンジンを搭載したGSX400FWが登場して、GSX400FSインパルスの販売は終了した。

### GSX400X / XS

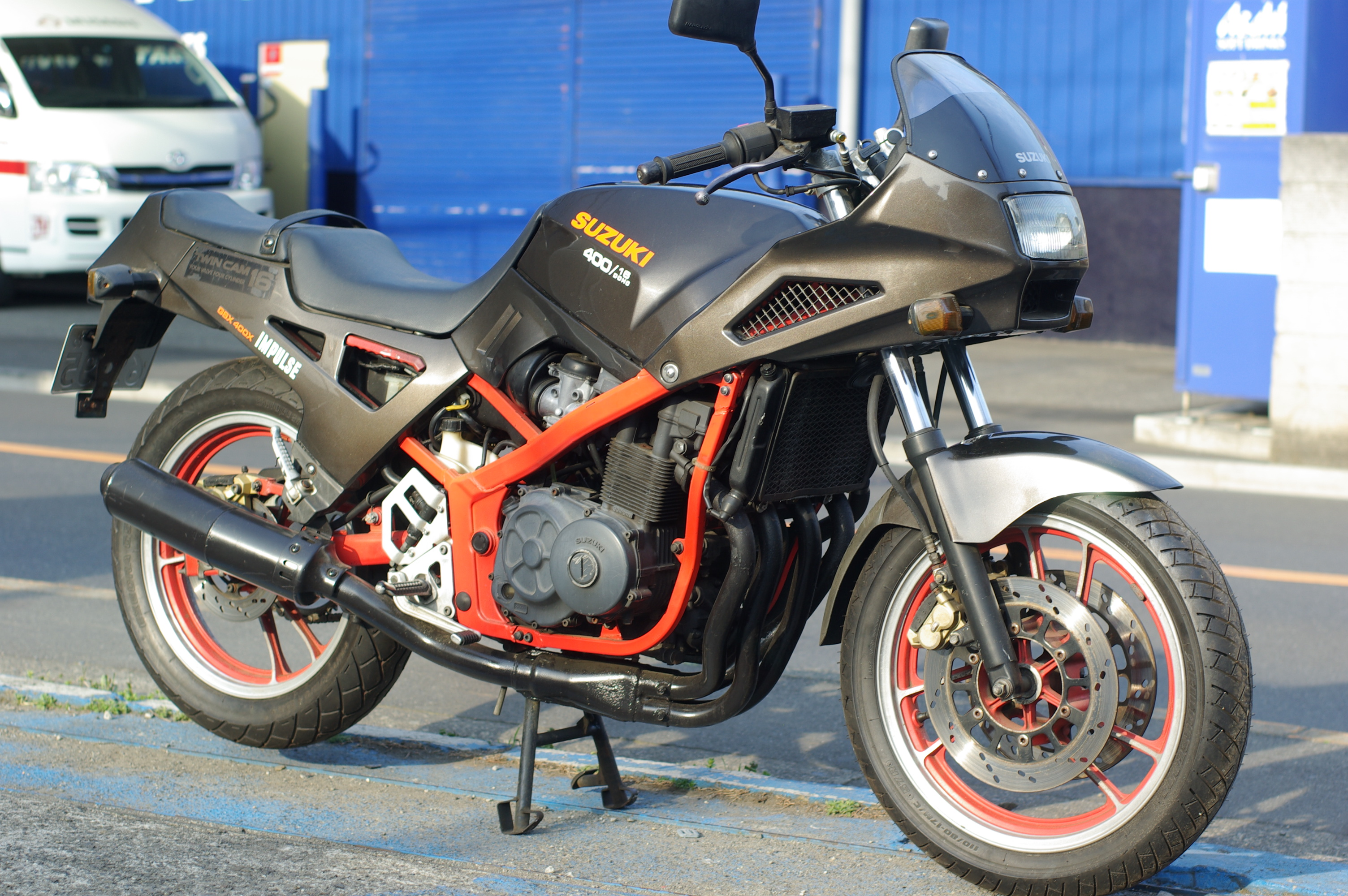
スズキ GSX400 XS

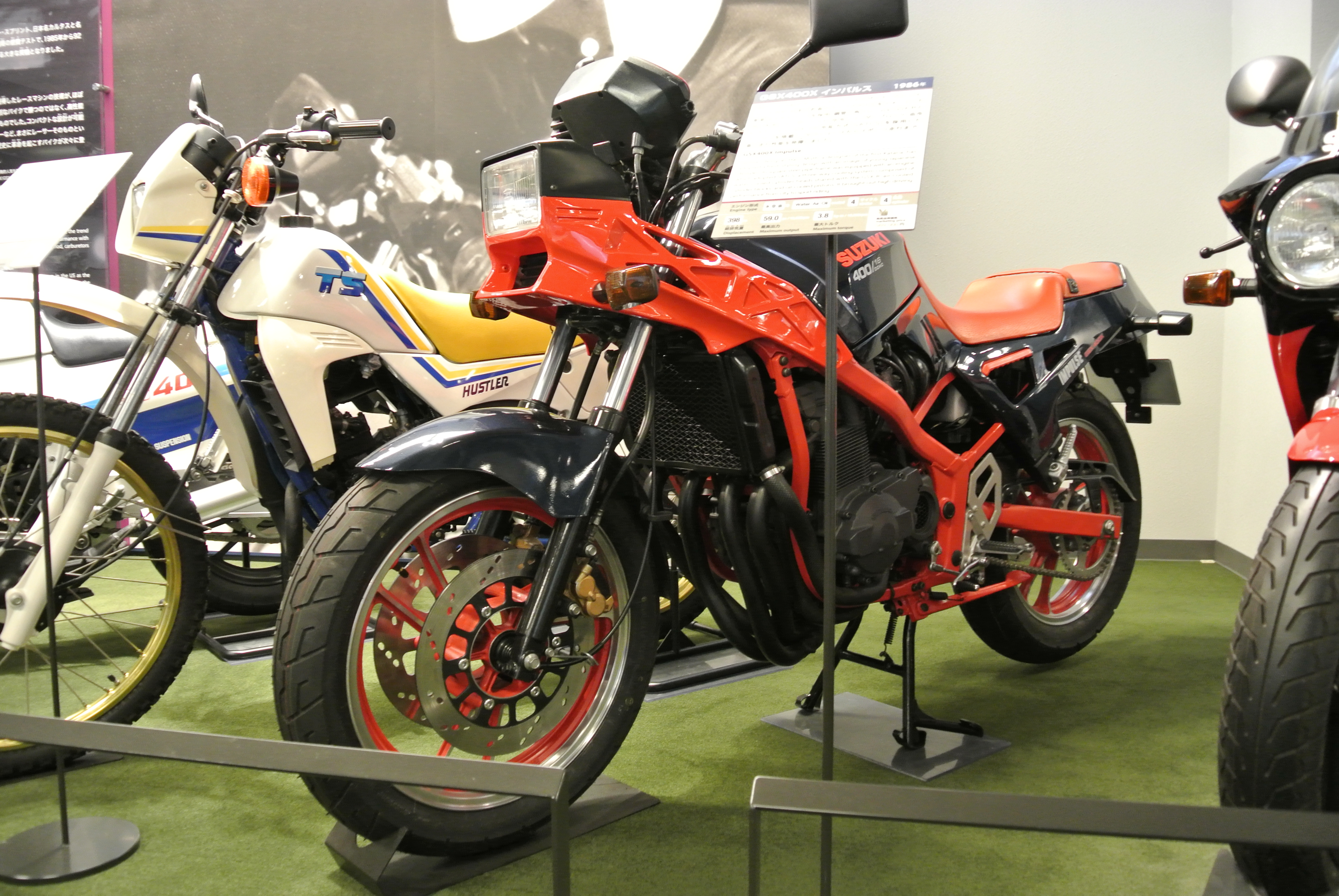
GSX400X Impulse

1986年に2代目として発売され、車体型式はGK71Eとされた。初代カタナ(GSX1100S)を手がけたハンス・ムートによりデザインされた。当時のカタログに「日本の若者のライフスタイルをイメージした」と表現された外観は「東京タワー」や「六本木」などの現代的な日本をモチーフにしたもので、ネイキッド仕様(GSX400X)とハーフカウル仕様(GSX400XS)の二種類があった。特にネイキッド仕様は、外観の由来や、剥き出しになったフレームマウントのトラス状ヘッドライトステーの外見から、「東京タワー」という通称でも知られる。当時の販売価格はネイキッド仕様が56万9千円で、ハーフカウル仕様が59万5千円だった。
エンジンは同年に発売されたGSX-R（型式：GK71F）と同じ、排気量398ccの4ストロークDOHC4バルブ直列4気筒で、シリンダーヘッドを水冷、シリンダーブロックは空冷、ピストン裏にオイルを噴射してエンジンオイルでも積極的に冷却する油冷とし、3種類の冷却方式を組み合わせたSATCS(Suzuki Advanced Three-way Cooling System)と呼ばれる独自の方式が採用された。最高出力や最大トルクもGSX-Rと同じ59psと3.8kg-mを発揮した。
フレームはGSX-Rとは違い、鉄鋼製のダブルクレードル式で、トップチューブ（タンクレール）をシリンダーヘッド側面に取り回し、ダウンチューブは左右共にボルトにより分割可能とされて整備性を向上された。トップチューブが燃料タンクよりも低く配置されてタンクの幅がフレームの影響を受けず、タンクのニーグリップ部分やシートレール周りが細く作られた。シート高も低くできており、直列4気筒エンジンを搭載した車種としてはシート高が745ミリと他の同クラスのバイクに比べて足つき性が良好なのも特徴の一つだった。サスペンションはフロントに正立式テレスコピックフォーク、リヤに「Eフルフローター」と呼ばれるリンク式モノショックサスペンションが採用された。ブレーキはフロントに同径対向4ポット式キャリパー、リヤに同径対向2ポット式キャリパーのディスクブレーキが採用された。
同型エンジンを搭載するGSX-Rから単にカウルなどを取り外しただけではなく、社外のデザイナーにデザインを依頼してフレームが専用設計された車種だったが販売は振るわず、2年で販売を終了した。

### GSX400 / R/S/ZS/T/ZT/X
1994年に3代目として発売され、型式はGK79Aとされた。発売当時の販売価格は56万9千円だった。
90年代ネイキッドブームの中、各社のモデルに対抗してGSX400S刀をベースに発展、正統派ネイキッド水冷4発として発売。
1996年のマイナーチェンジで一部フレーム形状、外装形状、キャブレターが変更になった。特別モデルとして、TypeSはスズキ創立75周年記念モデルとして、GS1000Sを模した外装を装着したZSと同じ外装でカラーをブラック一色のモデルである。見分け方としてタンク上部に75th記念ステッカー、サイドカバー左右にTypeSのステッカーが見られる。
エンジンはGSX400Sカタナのものを流用し、バンディットと同じ排気量399ccの水冷4ストロークDOHC4バルブ直列4気筒で最高出力53psのエンジンが搭載されている。さらに、スズキ独自のTSCCが採用され、パワーUPが図られている。車体の外観はFSの流れで、鋼管製ダブルクレードルフレームに正立テレスコピックフォークと2本式リアショックなどはKYB製とし、作りは一般的ながら使い勝手の良さが特徴であった。
各モデルの年式は以下の通りである。
1994年R/ZR、1995年S/ZS、1996〜98年T/ZT
1999年X
1996年のマイナーチェンジを受け1999年にまで販売された。

### インパルス400

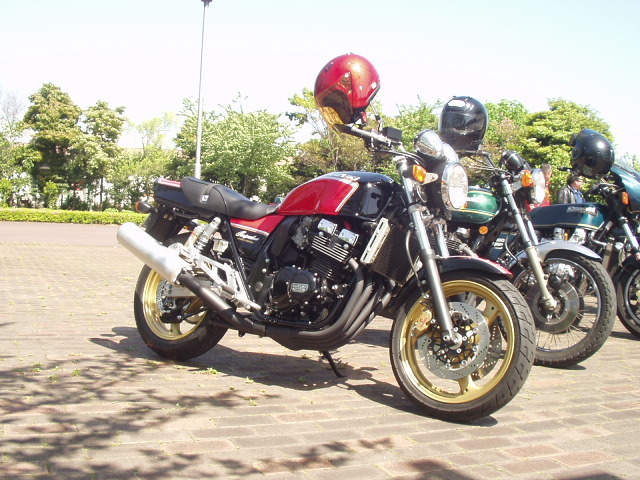
2008年
インパルス400スペシャルエディション

2004年に4代目として発売され、型式はGK7CAとされた。発売当時の販売価格は66万450円。3代目GSX400インパルスを踏襲した外観であるが、エンジン型式や車体外装などは変更された。販売途中から「GSX400」が省略されて「インパルス400」が正式な車種名となった。
エンジンは排気量398ccの水冷4ストロークDOHC4バルブ直列4気筒エンジンで最高出力53psを発揮した。車体の構成も3代目の最終型とほぼ同様であるが、年々厳しくなる自動車排出ガス規制などの環境基準への対策として、二次空気導入システム等が採用された。
2008年1月、初代GSX400FSのカラーリングをイメージした黒赤2色のグラフィックパターンと、クラッチカバーのTSCCロゴを再現した特別仕様車「インパルス400スペシャルエディション」が発売された。限定生産300台ながら販売価格は据え置きで66万450円。
自動車排出ガス規制の基準強化により同2008年に生産終了となった。